# Lakis Proguidis
Lakis Proguidis, né à Vólos en Grèce en 1947, est un écrivain français.

## Biographie
Lakis Proguidis étudie à l'Université polytechnique de Thessalonique et devient ingénieur en génie civil. Il s'installe à Paris en 1980 où il obtient un doctorat sur l’œuvre d'Alexandre Papadiamándis (1851-1911) en 1994.
Fondateur en 1993 de L'Atelier du Roman qu'il dirige, il a publié cinq essais sur l’art du roman : Un écrivain malgré la critique. Essai sur l’œuvre de Witold Gombrowicz (Gallimard, 1989), La Conquête du roman. De Papadiamantis à Boccace (Les Belles Lettres, 1997), De l’autre côté du brouillard. Essai sur le roman français contemporain (Nota bene, 2001, Canada), L’Anima numerica. À proposita de L’Uomo senza qualità di Robert Musil (Metauro Edizioni, 2006, Italie) et Guerres et Roman, avec Michel Déon (Flammarion, 2006).
Il est par ailleurs le directeur des Rencontres internationales de « L’Atelier du roman » qui ont lieu chaque année à Nauplie (Grèce).

## Œuvres
- Un écrivain malgré la critique. Essai sur l’œuvre de Witold Gombrowicz, Gallimard, 1989
- La Conquête du roman. De Papadiamantis à Boccace, Les Belles Lettres, 1997
- De l’autre côté du brouillard. Essai sur le roman français contemporain, Nota bene, Canada, 2001
- L’Anima numerica. À proposita de L’Uomo senza qualità di Robert Musil, Metauro Edizioni, Italie, 2006
- Guerres et Roman, avec Michel Déon, Flammarion, 2006
- Rabelais. Que le roman commence !, Pierre-Guillaume de Roux, 2016

## Récompenses et distinctions
- Prix de la Chancellerie des universités de Paris (1992)
- Prix Mottart de l’Académie française en 1995, 1997 et 2001
- Prix Amic de l’Académie française en 2000
- Prix Michel-Dard (1999)[1]
- Grand prix littéraire de la ville d’Antibes Jacques-Audiberti (2002).